# Eyaculación retrógrada
En los hombres, la eyaculación retrógrada tiene lugar cuando el fluido que va a ser eyaculado, que normalmente sale a través de la uretra, se redirige hacia la vejiga. Normalmente, el esfínter de la vejiga se contrae y el semen va hacia la uretra por la menor presión. En la eyaculación retrógrada este esfínter no funciona bien. Las causas pueden obedecer al sistema nervioso autónomo o a una intervención de próstata o también a medicamentos.
La eyaculación retrógrada es una complicación frecuente de la resección transuretral (RTU) de próstata, procedimiento en el cual, mediante un resectoscopio introducido a través de la uretra, se resecta el tejido enfermo. Y es un efecto colateral de la Tamsulosina que se usa para relajar el conducto urinario. También puede ser común en pacientes con un padecimiento largo de diabetes.
Para ser diagnosticada se estudia una muestra de orina posterior a una eyaculación y se determina la cantidad de esperma dentro de ella.
La eyaculación retrógrada no se considera una enfermedad, y el único efecto negativo es la pérdida o reducción en la fertilidad, ya que el esperma no va hacia la vagina y el resto del aparato reproductor femenino.
Aun así, hay medicamentos que pueden funcionar para la eyaculación retrógrada causada por daño a los nervios. Este tipo de daño puede ser causado por diabetes, esclerosis múltiple, ciertas cirugías, y otros trastornos y tratamientos. Los medicamentos generalmente no van a funcionar si la eyaculación retrógrada fue causada por una cirugía que provocó cambios físicos permanentes a tu anatomía. Ejemplos incluyen cirugía del cuello vesical y resección transuretral de la próstata.
Como método para inducir el embarazo, se centrifuga la orina del eyaculador retrógrado, se aísla su esperma y se trata con bicarbonato para evitar que los ácidos de la orina degraden los espermatozoides. Una vez purificados estos espermatozoides, se inyectan a la mujer. 
Existen recogidas especiales para aquellos pacientes que sufren de eyaculación retrógrada y quieren pasar por un reconocimiento (Seminograma) y, si es posible, que sus espermatozoides puedan ser empleados en una inseminación artificial. Para ello, después de una abstinencia sexual de 2 a 7 días, se somete la orina a alcalinidad, debiendo tomar el paciente bicarbonato (25g) la noche anterior a la recogida y también la mañana antes de la recogida de la muestra para mantener la vejiga a un pH cercano a 7,2. Primeramente debe vaciar la vejiga (antes de la masturbación). A continuación, se intenta un eyaculado y, si es posible, se recoge la muestra. Por último, se recoge una muestra de orina posteyaculación, siendo ésta la fracción más importante.

## Algunos tratamientos
- El uso de la pseudoefedrina mejora la cantidad del semen eyaculado hacia afuera.
- La imipramina, un antidepresivo, también se ha usado eficazmente.